# Genlisea hispidula
Genlisea hispidula là một loài thực vật có hoa thuộc chi Genlisea, là loài đặc hữu của châu Phi.